# Alethse de la Torre Rosas
Alethse de la Torre Rosas es una médica infectóloga mexicana. Desde 2018 es directora del Centro Nacional para la Prevención y Control del VIH/SIDA (Censida).

## Trayectoria

### Académica
Alethse de la Torres es médica por la Universidad Nacional Autónoma de México (UNAM) e hizo una especialidad en infectología y medicina interna en el Instituto Nacional de Ciencias Médicas y Nutrición Salvador Zubirán (INCMNSZ). Tiene una maestría en Salud pública en países en vías de desarrollo en la Escuela de Higiene y Medicina Tropical de Londres. Es profesora en la Universidad La Salle y la Universidad Panamericana. Fue asesora de la Organización Panamericana de la Salud durante la pandemia de influenza de 2009. Es asesora de la Red Mexicana de Pacientes por la Seguridad de Pacientes.

### Servicio público
En 2018 ocupó el Departamento de Reacción Hospitalaria para desastres en el INCMNSZ. En 2019 ocupó la dirección del Censida.

## Premios y reconocimientos
- 2012 - Medalla Alfonso Caso de la UNAM[4]